# Oberlin (Kansas)
Oberlin – miasto w Stanach Zjednoczonych, w stanie Kansas, w hrabstwie Decatur.